# Tomelloso
Tomelloso es municipio y localidad española situado en el noreste de la provincia de Ciudad Real, en la comunidad autónoma de Castilla-La Mancha. El término municipal, ubicado en el centro geográfico de la región natural de La Mancha, tiene 36 523 habitantes (INE 2024) y es el más poblado de la comarca y el octavo de la comunidad autónoma.
El término municipal es prácticamente llano en toda su extensión, salvo en el sureste, donde se eleva suavemente para dar paso a la altiplanicie del Campo de Montiel. Presenta grandes extensiones de cultivo de vid y, en menor medida, de cereal, olivar, pistacho, almendro y otros cultivos de regadío. La presencia de árboles es escasa. Está atravesado únicamente por el río Córcoles y el río Záncara (límite del término con Pedro Muñoz), si bien presenta varias cañadas de arroyada evidentes solo en épocas de fuertes lluvias. El término está atravesado desde la Edad Media por un ramal de la Cañada Real Conquense
Limita al norte con Pedro Muñoz; al este, con Socuéllamos; al sur, con Argamasilla de Alba y Alhambra; y al oeste, con Campo de Criptana y Arenales de San Gregorio.

## Geografía

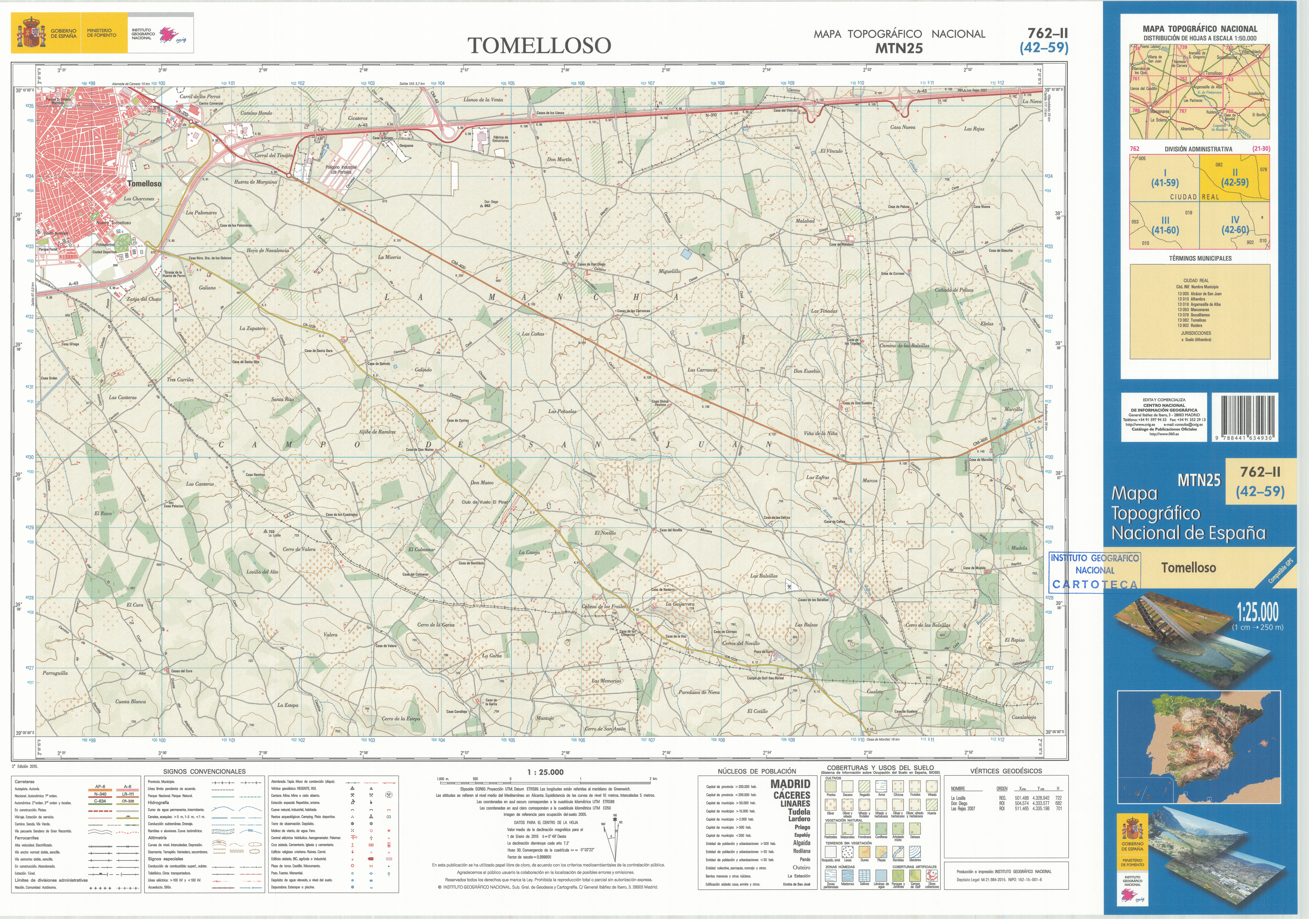
Fragmento de la hoja 762 del Mapa Topográfico Nacional de España de 2015

Tomelloso tiene un relieve extraordinariamente llano. Se trata de una llanura originada en la Era Terciaria en la que se fueron formando costras de calizas miocénicas. Anteriormente esos terrenos habían sido mares y lagunas interiores que fueron retrocediendo. El término municipal de Tomelloso forma parte de la cuenca hidrográfica del Guadiana y en su subsuelo se encuentra el Acuífero 23.
Cartografía
Para estudiar o conocer el término municipal con ayuda de mapas, se pueden usar los siguientes:
- Escala 1:50.000. Mapa Topográfico Nacional del Instituto Geográfico Nacional n.º 762 (aparece el casco urbano y el sur del municipio).
- Escala 1:50.000. Mapa Topográfico Nacional del Instituto Geográfico Nacional n.º 739.
- Escala 1:50.000. Mapa Topográfico Nacional del Instituto Geográfico Nacional n.º 714 (aparece solo la zona norte del término).

### Urbanismo
La gran extensión del casco urbano de Tomelloso ha propiciado que existan un buen número de barrios, así como zonas industriales, los cuales son:

#### Barrios residenciales
- Barrio de Embajadores
- Barrio de la Esperanza
- Barrio de la Paloma
- Barrio de Maternidad
- Barrio de San Antonio
- Barrio del Matadero
- Barrio del Carmen
- Barrio del Pilar
- Barrio de San José
- Barrio de San Juan
- Barrio del Nuevo Tomelloso
- Barrio de José María del Moral
- Barrio de Doña Crisanta
- Barrio del Hacha

#### Corredor N-310
Esta zona abarca desde la autovía A-43 hasta el cruce con la calle Rochafría, y cuenta con la mayor concentración empresarial de Tomelloso, a lo largo de unos 4 kilómetros en las proximidades de la carretera. En ella se ubican la mayoría de las empresas vitícolas: bodegas y fábricas de alcohol y derivados de mosto. Cabe destacar el Museo de arte contemporáneo Infanta Elena y la Sociedad Cooperativa Vinícola Virgen de las Viñas que con una cosecha media de 150 millones de kilos de uva es actualmente la bodega más grande de Europa y la segunda del mundo, tras E&J Gallo Winery de California (Estados Unidos). En este mismo corredor está situada la Destilería de Bodegas Fundador, instalada en 1986 y cuya previa ubicación data del año 1880 en la calle Pedro Domecq, tras el éxito lanzamiento del brandy Fundador en 1874. Además, se encuentra el Instituto Regional de Investigación y Desarrollo Agroalimentario y Forestal de Castilla-La Mancha (IVICAM) y el centro comercial que cuenta con un hipermercado y un centro de ocio con cines.

#### Polígono industrial El Bombo
Situado entre las carreteras CM-3102 (Pedro Muñoz) y CM-3103 (Socuéllamos) con una superficie de 96 051 m²; que cuenta con 58 parcelas de las que tan solo 11 acogen empresas.

#### Parque Empresarial Los Portales
Situado entre la autovía Extremadura-Comunidad Valenciana (A-43) y la carretera CM-400 (Toledo-Albacete) con una superficie de 587 409 m²; que cuenta con 138 parcelas de las cuales solo han sido adquiridas 18.

## Historia
La Carta Arqueológica de Tomelloso muestra la presencia de asentamientos paleolíticos, de la Edad del Bronce, del Hierro, romanos y árabes en el término municipal de Tomelloso con antelación a su poblamiento definitivo a partir de 1530.
Durante la época romana, se tiene constancia de que el término municipal estuvo poblado, existiendo alguna villa romana para el aprovechamiento agrícola y ganadero. Igual constancia existe sobre la existencia de alguna alquería durante la dominación musulmana. A partir de la victoria en la batalla de Las Navas de Tolosa (1212), el actual término municipal de Tomelloso pasó a depender de la Orden Militar de Santiago tras la Concordia celebrada con la Orden de San Juan en 1237.
La primera vez que se cita a Tomelloso en la documentación, en concreto se cita al paraje de Los Tomillosos, es en una visita de la Orden Militar de Santiago a Socuéllamos en 1494.

## Demografía
Tomelloso cuenta con una población de 36 523 habitantes (INE 2024).
| Gráfica de evolución demográfica de Tomelloso entre 1842 y 2021                                                     |
| |
| Población de derecho según los censos de población del INE Población de hecho según los censos de población del INE |

Del total de los empadronados, los extranjeros representan el 13,18%. La mayoría de estos inmigrantes son de origen rumano e hispanoamericano, aunque en los últimos años se ha visto un incremento considerable de magrebíes y africanos subsaharianos. Durante las campañas agrícolas, el número de extranjeros aumenta considerablemente ante la escasez de mano de obra en el campo.
Tomelloso ha sido históricamente un municipio que ha tendido al emprendimiento. En consecuencia, hay una gran cantidad de pymes y pequeños y grandes propietarios agrícolas. El funcionariado está limitado principalmente a administraciones locales, educación y salud.

### Población por núcleos
Desglose de población según el Padrón Continuo por Unidad Poblacional del INE.
| Núcleos              | Habitantes | Varones | Mujeres |
| -------------------- | ---------- | ------- | ------- |
| Tomelloso, 2014      | 38079      | 19119   | 18960   |
| Tomelloso, 2015      | 37645      | 18845   | 18800   |
| Tomelloso, 2016      | 36746      | 18251   | 18495   |
| Tomelloso, 2017      | 36281      | 18002   | 18279   |
| Tomelloso, 2018      | 36091      | 17867   | 18224   |
| Tomelloso, 2019      | 35873      | 17745   | 18128   |
| Tomelloso, 2021      | 35174      | 18082   | 17092   |
| Estación Río Záncara | 0          | 0       | 0       |

## Economía

### Evolución de la deuda viva del Ayuntamiento de Tomelloso
El concepto de deuda viva contempla solo las deudas con cajas y bancos relativas a créditos financieros, valores de renta fija y préstamos o créditos transferidos a terceros, excluyéndose, por tanto, la deuda comercial.
| Gráfica de evolución de de la deuda viva del Ayuntamiento entre 2008 y 2021                                        |
| |
| Deuda viva del ayuntamiento de Tomelloso, en miles de euros, según datos del Ministerio de Hacienda y Ad. Públicas |

La deuda viva municipal por habitante en 2021 ascendía a 0,00 €.

## Administración y política

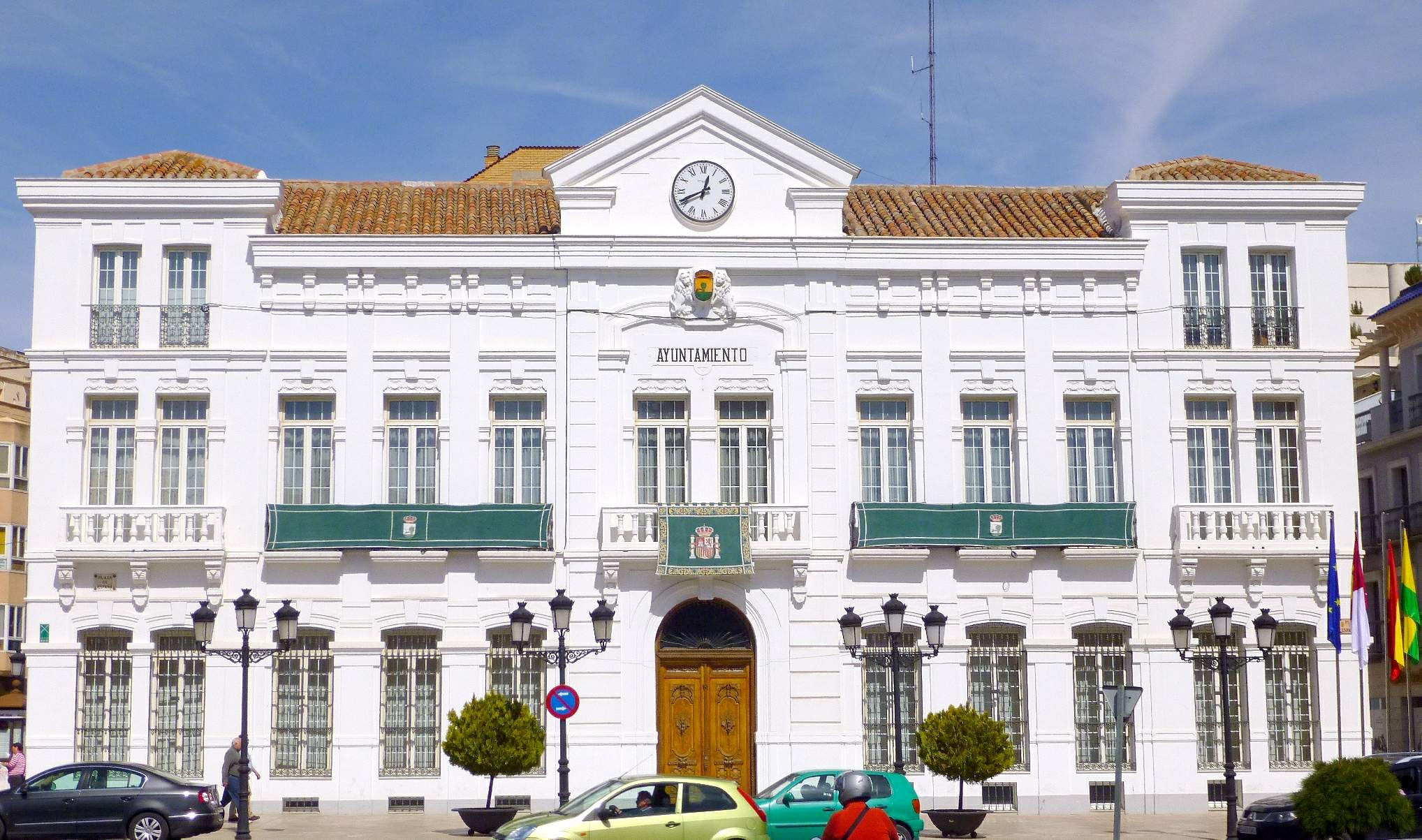
Ayuntamiento de Tomelloso

| Periodo   | Nombre                            | Partido | Partido                                  |
| --------- | --------------------------------- | ------- | ---------------------------------------- |
| 1979-1983 | Clemente Cuesta Santandreu        |         | Unión de Centro Democrático (UCD)        |
| 1983-1986 | Pedro Carrasco Valderrama         |         | Partido Socialista Obrero Español (PSOE) |
| 1986-1987 | Clemente Cuesta Santandreu        |         | Agrupación Popular Independiente (API)   |
| 1987-1995 | Francisco Javier Lozano de Castro |         | Partido Socialista Obrero Español (PSOE) |
| 1995-1999 | Ramón González Martínez           |         | Partido Popular (PP)                     |
| 1999-2015 | Carlos Manuel Cotillas López      |         | Partido Popular (PP)                     |
| 2015-2023 | Inmaculada Jiménez Serrano        |         | Partido Socialista Obrero Español (PSOE) |
| 2023-act. | Javier Navarro Muelas             |         | Partido Popular (PP)                     |

| Partido político                         | 2023  | 2023  | 2023       | 2019  | 2019  | 2019       | 2015  | 2015  | 2015       | 2011  | 2011  | 2011       | 2007  | 2007  | 2007       |
| Partido político                         | Votos | %     | Concejales | Votos | %     | Concejales | Votos | %     | Concejales | Votos | %     | Concejales | Votos | %     | Concejales |
| Partido Socialista Obrero Español (PSOE) | 7375  | 44,68 | 10         | 8517  | 53,72 | 12         | 5278  | 33,98 | 8          | 5538  | 32,86 | 7          | 4449  | 30,6  | 7          |
| Partido Popular (PP)                     | 6337  | 38,39 | 8          | 4407  | 27,80 | 6          | 5180  | 33,35 | 7          | 9409  | 55,83 | 13         | 8432  | 58,00 | 13         |
| Vox                                      | 2190  | 13,27 | 3          | 1415  | 8,92  | 2          | —     | —     | —          | —     | —     | —          | —     | —     | —          |
| Podemos-Izquierda Unida (IU)             | 434   | 2,62  | 0          | 498   | 3,14  | 0          | 978   | 6,30  | 1          | 661   | 3,92  | 0          | 1268  | 8,72  | 1          |
| Ciudadanos (CS)                          | —     | —     | —          | 911   | 5,74  | 1          | 2879  | 18,53 | 4          | —     | —     | —          | —     | —     | —          |
| Unión Progreso y Democracia (UPyD)       | —     | —     | —          | —     | —     | —          | 871   | 5,61  | 1          | 896   | 5,32  | 1          | —     | —     | —          |

## Servicios

### Agricultura
- Instituto de la Vid y el Vino de Castilla-La Mancha (IVICAM) (Instituto Regional de Investigación y Desarrollo Agroalimentario y Forestal)
- Oficina Comarcal Agraria (Consejería de Agricultura, Agua y Desarrollo Rural de Castilla-La Mancha)

### Sanidad
- Hospital General de Tomelloso
- Centro de salud Tomelloso I Virgen de las Viñas
- Centro de salud Tomelloso II

### Justicia
- Oficina Decanato
- Juzgado de 1.ª Instancia e Instrucción n.º 1
- Juzgado de 1.ª Instancia e Instrucción n.º 2
- Juzgado de 1.ª Instancia e Instrucción n.º 3
- Registro Civil

### Seguridad ciudadana
- Centro de Seguridad Integral (Guardia Civil-Cuerpo Nacional de Policía)

### Trabajo
- Centro de Atención e Información de la Seguridad Social

### Educación

#### Escuelas Infantiles
- EI Mediodía (cerrada desde el curso 2012-13)
- EI Lorencete
- EI Dulcinea

#### Colegios públicos
- CEIP Félix Grande
- CEIP Almirante Topete
- CEIP Doña Crisanta
- CEIP Maternidad
- CEIP San Isidro
- CEIP Embajadores
- CEIP Carmelo Cortés
- CEIP José María del Moral
- CEIP San José de Calasanz
- CEIP Miguel de Cervantes
- CEIP San Antonio
- CEIP Virgen de las Viñas

#### Colegios concertados
- Centro Privado Concertado Santo Tomás De Aquino-La Milagrosa.

#### Centro de Educación Especial
- CEE Ponce de León
- AFAS Reina Sofía

#### Institutos de Enseñanza Secundaria
- IES Airén
- IES Alto Guadiana
- IES Francisco García Pavón
- IES Eladio Cabañero
- Centro Privado Concertado Santo Tomás de Aquino-La Milagrosa.

#### Escuelas de arte
- Escuela de Arte Superior de Diseño Antonio López (EASDAL)

#### Escuela Oficial de Idiomas
- EOI Mar de Viñas

#### Centro de Educación de Personas Adultas
- CEPA Simienza

#### Centros de enseñanzas musicales
- Conservatorio Municipal de Música
- Adagio (Escuela de Música Yamaha)
- Escuela La Lira

### Transporte

#### Carreteras
Existen dos autovías que comunican Tomelloso, la CM-42 y A-43. Además, tiene acceso a las carreteras N-310, CM-400, CM-3102, CM-3103, CR-1225 y CM-3109.
Se accede al centro de la ciudad principalmente por las calles Don Víctor Peñasco, Doña Crisanta, calle de Socuéllamos y por la calle del Campo, que pertenecen al trazado de las carreteras CM-3103, CM-3109 y CR-1225 a su paso por Tomelloso.

#### Autobús
Tomelloso dispone de dos líneas de autobús urbano con un recorrido en forma de anillo por las inmediaciones y centro de la Ciudad. Además cuenta con una estación de autobuses con recorridos nacionales e internacionales.

#### Ferrocarril

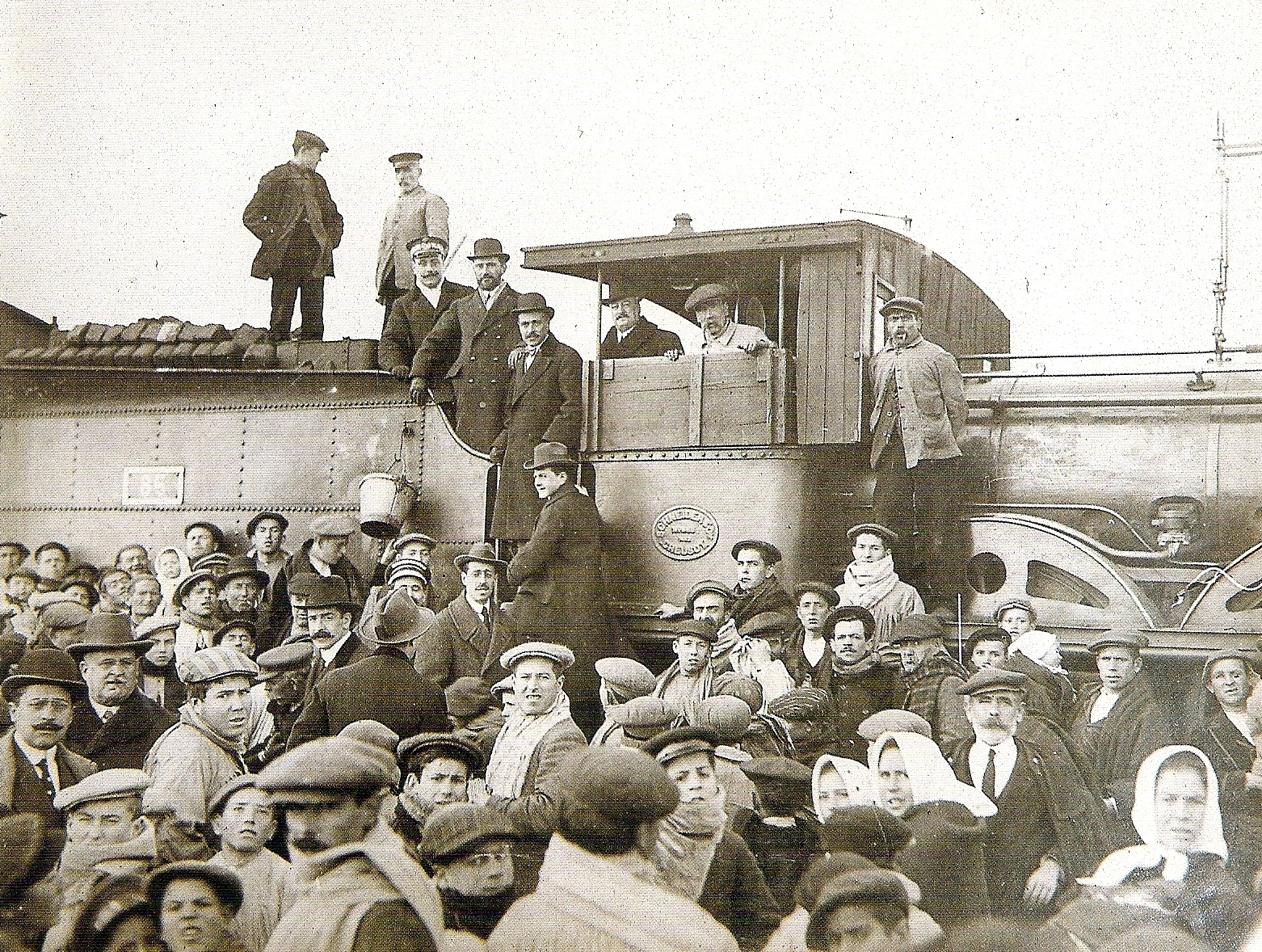
Llegada a Tomelloso del tren inaugural de la nueva línea férrea en 1914

Tomelloso no cuenta con transporte ferroviario actualmente, aunque sí tuvo una estación propia de pasajeros y mercancías inaugurada en 1914, que prestó sus servicios hasta su cierre definitivo a mitad de los años 1980. La línea férrea Tomelloso-Cinco Casas era en realidad un ramal que conectaba Tomelloso con la entonces pedanía de Alcázar de San Juan para, desde allí, conectar con la propia estación de Alcázar de San Juan, importante nudo ferroviario del centro de la península ibérica.
Dentro de su término municipal se encuentra la Estación del río Záncara. Sin embargo, sirve de tránsito para la línea Madrid-Valencia y no se realizan paradas comerciales. La estación alberga la pedanía de nombre homónimo, actualmente despoblada.
Desde el comienzo de los 2000, hubo un fuerte movimiento ciudadano en Tomelloso a favor de la conexión ferroviaria de la localidad, que contó con varias adhesiones institucionales a lo largo de cerca de una década. No obstante, pese a las presiones por parte de la ciudadanía no se ha logrado hasta la fecha ningún avance significativo.

## Patrimonio

### Posada de los Portales
Situado en la plaza de España, se construyó en la segunda mitad del siglo XVII para albergue de los viajeros y sus caballerías, y con esta utilidad ha continuado hasta los años 1960, fecha en que fue adquirida por el Ayuntamiento. El edificio conserva su estructura original con un portal sobre cuatro columnas toscanas y dos pilares. En los dos pisos tiene balconadas corridas de madera. Conserva además la cocina primitiva con una gran campana-chimenea y muchos utensilios también de la época. 
En la actualidad alberga exposiciones itinerantes en dos de sus tres plantas, transformadas en salas de exposiciones.

### Casa consistorial
Se encuentra situado junto a la posada de los Portales. Fue construido en 1904. Recientemente restaurado.

### Museo de Antonio López Torres y centro cultural

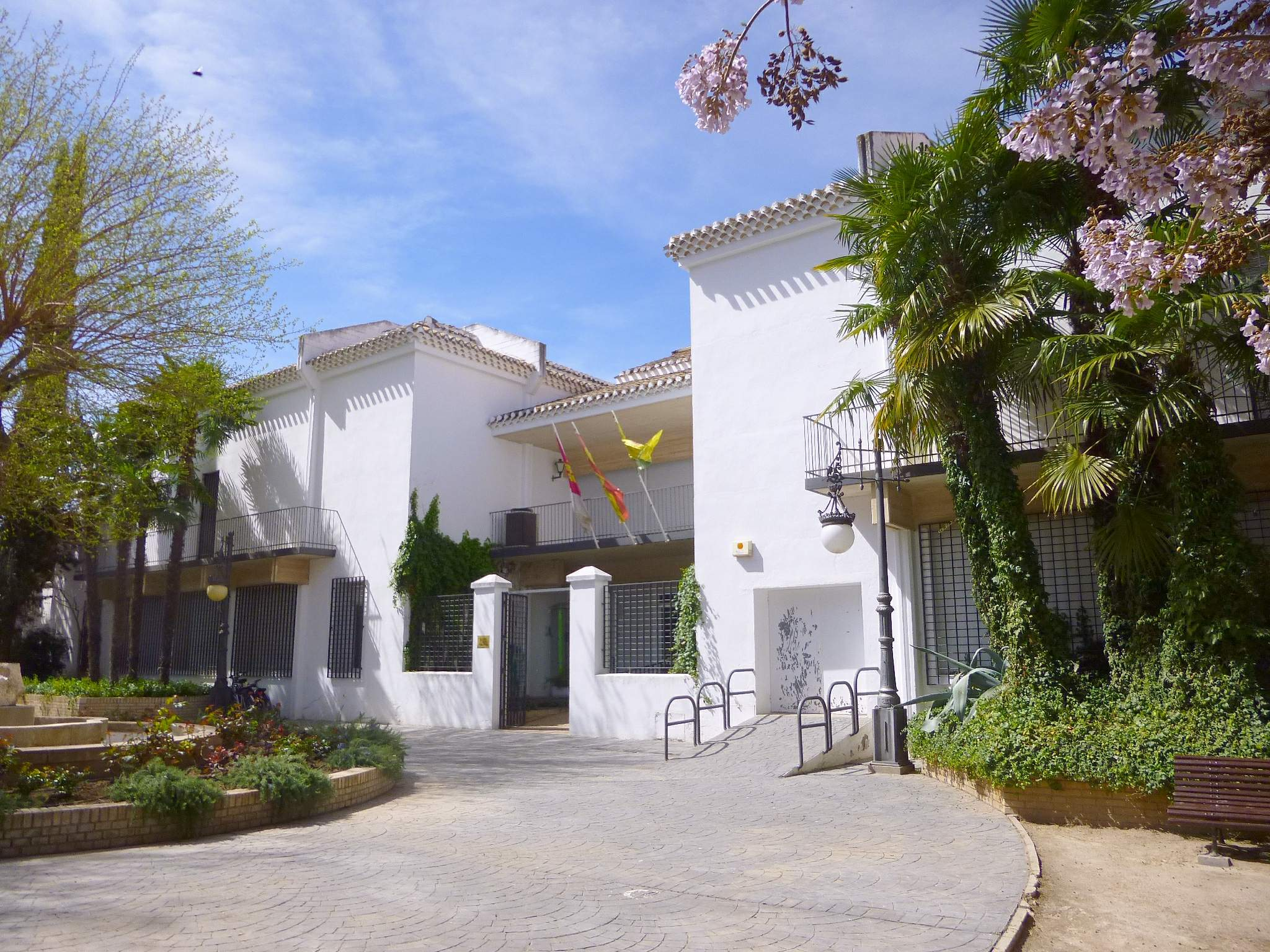
Museo Antonio López Torres (1986)

Obra del arquitecto Fernando Higueras. Ubicado en la calle que lleva el nombre del pintor, el Museo Antonio López Torres se inauguró en 1986 y es propiedad municipal. Tiene dos salas con la exposición permanente de las obras cedidas por el pintor y una tercera en que se hacen exposiciones temporales.

### Cuevas. Casa del Pintor y alcalde Francisco Carretero

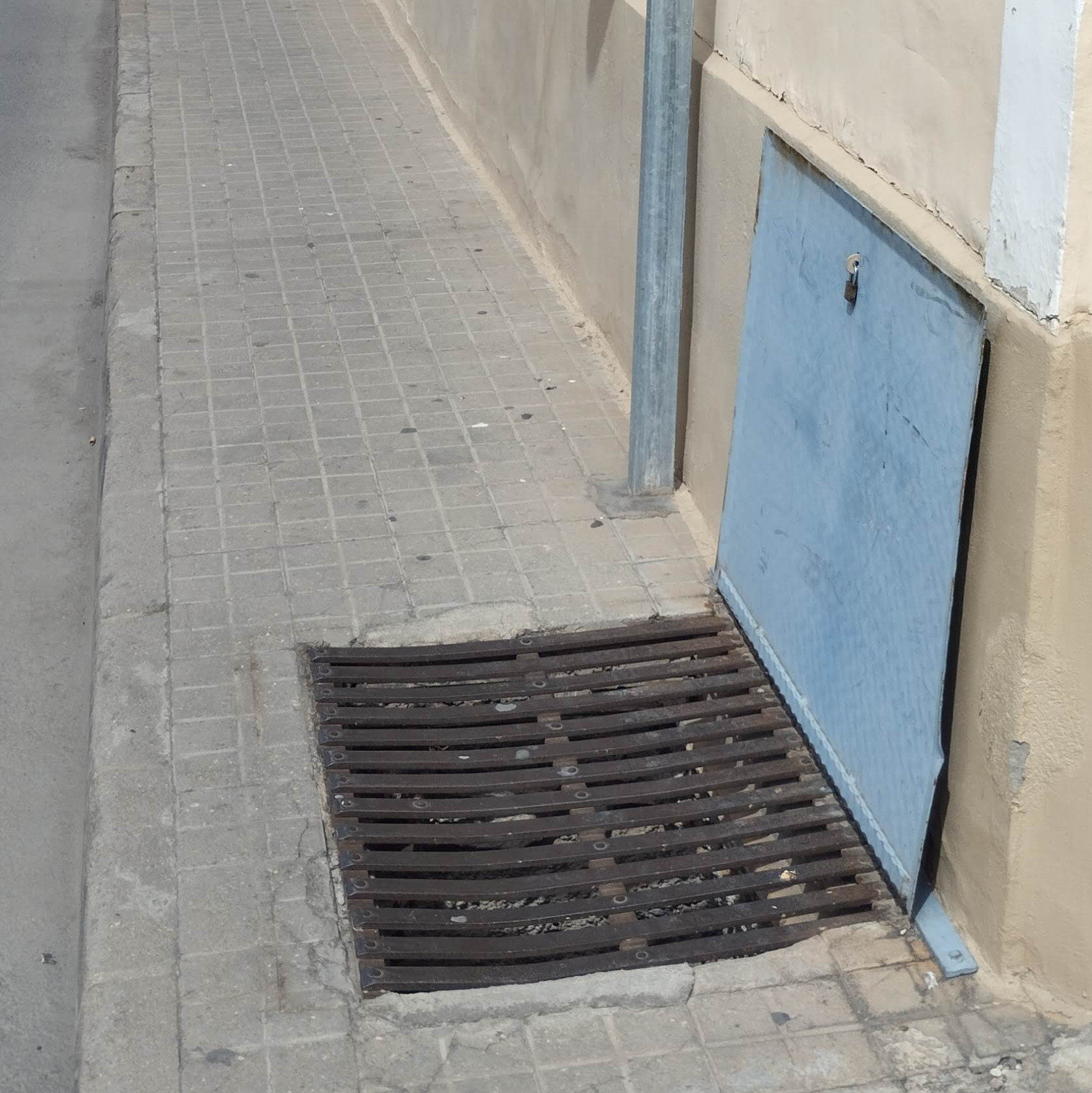
Lumbrera de cueva bodega de Tomelloso con tapadera

Tomelloso en 1999 tenía en su subsuelo cerca de 2300 cuevas horadadas para el almacenamiento del vino; tienen salida al exterior por medio de las llamadas lumbreras, que son rejillas de respiración que pueden verse fácilmente en las aceras de las calles. Muchas de estas cuevas conservan las típicas tinajas de barro y cemento y otros utensilios necesarios para la elaboración del vino.
Algunas se pueden visitar, como la de la Casa de Francisco Carretero, en la calle que lleva su nombre, la cual aparte alberga el Conservatorio Municipal de Música y salas de exposiciones con obras de este pintor.  

### Museo del Carro

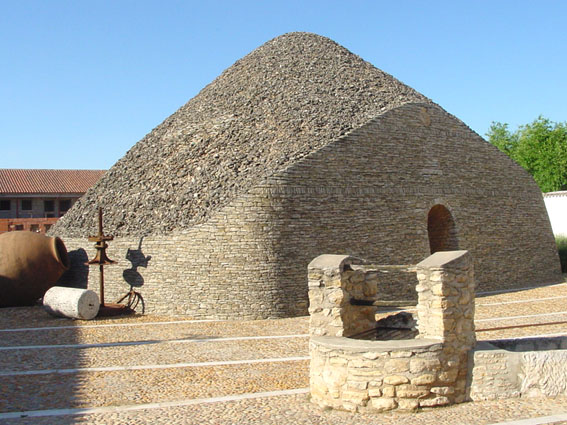
Bombo del Museo del Carro (1971)

Se encuentra en las afueras de la ciudad, en la carretera que va hasta Pedro Muñoz. Es un gran edificio muy amplio, adaptado por dentro y por fuera a las necesidades del museo y con un estilo propio del entorno manchego. Alberga todo lo relacionado con los trabajos del campo, desde carros y vehículos hasta aperos y maquinaria.
En el recinto se halla enclavada una construcción típica de la comarca, el bombo, de grandes dimensiones, realizado con todos los elementos tradicionales y siguiendo las proporciones y distribución de los bombos auténticos que todavía se hallan en pie dispersos por los campos manchegos, ejemplos paradigmáticos del empleo de la piedra seca, técnica constructiva declarada Patrimonio Inmaterial de la Humanidad por la UNESCO en 2018 en España y otros países. Se trata de una construcción rural, típica del municipio de Tomelloso y alrededores, destinada a alojar a los labradores y sus familias además de los aperos de labranza y animales cuando las tareas del campo requerían de su presencia. Su forma es más o menos circular, los muros son muy gruesos y está cerrado por una preciosa falsa bóveda. Está construido en mampostería con piedras calizas que llaman lajas o lanchas, que se superponen sin ninguna clase de cemento hasta el cierre final. La puerta de entrada puede ser con dintel o de arco de medio punto, orientada al sur. Tiene además una chimenea. Estos son los dos únicos vanos al exterior.

### Museo de Arte Contemporáneo Infanta Elena
El Museo de Arte Contemporáneo Infanta Elena se inauguró el día 23 de noviembre de 2011. Con una superficie de 1700 m² repartidos en cuatro plantas, albergará la colección permanente que la Cooperativa Virgen de las Viñas ha ido adquiriendo a lo largo de los años a través del certamen cultural que la propia entidad organiza, además de muestras puntuales.

## Cultura

### Ocio y restauración
Existen zonas donde se concentra la mayoría de bares y restaurantes:
- La avenida Antonio Huertas. Conocida en Tomelloso como Los Paseos, es una larga calle repleta de restaurantes, heladerías y pubs.
- Calle Monte-Azucena y alrededores. Conocida en Tomelloso como La Zona, son un conjunto de calles donde podemos encontrar algunos bares emblemáticos ya mencionados. Aparte de los dichos, destacan los pubs Mónaco y Memphis, de temática irlandesa y roquera respectivamente.
- Plaza de España. En el centro de la ciudad se pueden encontrar algunos lugares donde poder comer o tomarse de una cerveza.

### Actividades
Tomelloso ofrece numerosos programas de enoturismo para aquellos amantes del vino que deseen conocer la historia, los procesos de cultivo, recolección, elaboración, almacenaje y sabor de este líquido, mediante la visita de fincas y bodegas. Lo ofrecen las propias bodegas o agencias de turismo locales.
A siete kilómetros del municipio, se encuentra Argamasilla de Alba, pueblo donde Miguel de Cervantes fue cautivo y comenzó a escribir ''Don Quijote de La Mancha''. Puede visitarse su prisión, que sirve hoy como centro de información turística.
A unos treinta kilómetros del municipio, se hallan las Lagunas de Ruidera. Es un entorno natural único, espectacular y complejo hidríca, y ecológicamente hablando. Se pueden disfrutar de rutas en kayak y a caballo, senderos preparados para el caminante y avistamientos de fauna. Dispone de un camping y aparcamiento para autocaravanas, además de servicios de autobús que recorren en verano las lagunas continuamente. Perfecto para pasar unas vacaciones en familia.
Toda la información turística sobre Tomelloso puede consultarse en la Posada de los Portales, ubicada en la plaza de España.

### Fiestas y celebraciones
La localidad tiene muchas fiestas vecinales, pero sin duda alguna las dos grandes fechas son la Romería y la Feria:

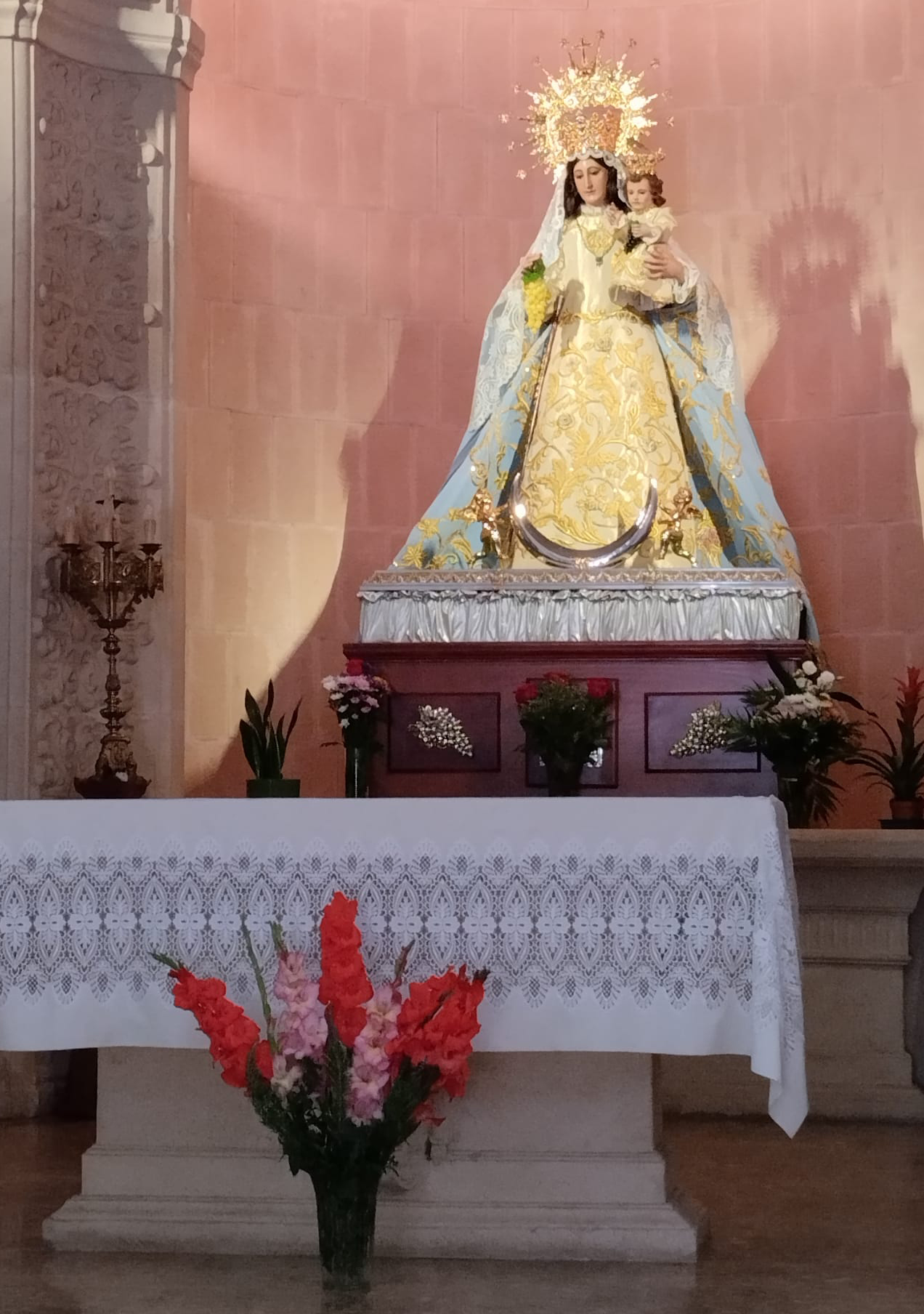
Imagen de la Virgen de las Viñas, patrona de Tomelloso

- La Romería. En Honor a la Patrona Virgen de las Viñas, se celebra el último fin de semana de abril en el Santuario de Pinilla, ubicado en la carretera de Pedro Muñoz. Desde el jueves hasta el día grande, el domingo, se celebran bailes folclóricos y procesiones por los alrededores del santuario. Durante el fin de semana, los tomelloseros asisten en masa a las ''tascas'', carpas donde se puede escuchar música rociera y cada vez más música comercial. Desde el municipio se habilita un servicio de autobuses que hace trayectos de ida y vuelta hasta y desde el Santuario de Pinilla. El domingo, los tomelloseros vuelven junto a la Virgen a pie hasta el pueblo. Los jóvenes organizan ''peñas'', grupos que compran camisetas serigrafiadas con la Virgen y sus nombres, para luego el último día, antes de volver con la Patrona hacia el pueblo, mancharse de calimocho junto al resto en una especie de rave.
- La Feria. Se celebra la última semana de agosto. El recinto ferial, ubicado entre el parque de la Constitución y la calle Lugo, se llena de puestos, tómbolas, atracciones. Durante una semana, se realizan diferentes actividades para todos los públicos en el propio recinto, en la plaza de España y algunos parques del municipio. Es una de las ferias más concurridas de la región y de España, pasando por ella más de 300 000 personas, que gastan aproximadamente quince millones de euros.

El Carnaval también ha adquirido con los años relevancia, aunque no al nivel de las fiestas anteriormente mencionadas. En el Carnaval desfilan colegios, asociaciones vecinales, grupos locales y de otros pueblos.

## Ciudades hermanadas
Están hermanadas con Tomelloso las localidades de:
- Niort (Francia)
- Bir Lehlu (Sahara Occidental)
- Lepe (España)
- Ibi (España)